# Psalm 145
Psalm 145 – jeden z hymnów pochwalnych zgromadzonych w biblijnej Księdze Psalmów. 
Jego numer przyjęty został za Biblią hebrajską; Septuaginta i Wulgata nadają mu numer 144.

## Gatunek literacki i okoliczności powstania
Psalm 145 jest hymnem pochwalnym, według pierwszego wiersza: Hymn Dawida lub Chwała Dawida.
Utwór powstał na samym końcu tworzenia się Psałterza. Wskazuje na to język psalmu, m.in. sformułowania zależne od literatury powstałej po niewoli.
Utwór ma charakter psalmu alfabetycznego. W tekście masoreckim, który wykorzystywany jest współcześnie jako główne źródło Biblii hebrajskiej brakuje wersetu rozpoczynającego się od litery nun (między wierszem 13 i 14). Jest ona w przekładach pomijana, lub uzupełniana na podstawie m.in. Septuaginty oraz manuskryptów z Qumran.
Psalm 145:13b:
(Nun)
„<Pan jest wierny we wszystkich swych słowach
i we wszystkich swoich dziełach święty.>”(BT)
Ponieważ jednak w uzupełnionym fragmencie Bóg zostaje nazwany Elohim odmiennie do całego psalmu, w którym jego autor używa imienia własnego Jahwe, wers ten uznaje się za późniejszy dodatek.

## Treść i teologia
Autor psalmu wysławia wszechmoc Bożą, przejawiającą się w jego dziełach, dobroci i miłosierdziu. Poucza, że Boga Jahwe jako króla powinno wielbić wszelkie stworzenie, nawoływania do wychwalania tego króla powtarzają się trzykrotnie w treści psalmu.
Psalm często stosowany był w liturgii izraelskiej, w synagogach odmawiano go rano i wieczorem. Talmud twierdzi, że "kto go powtarza trzy razy na dzień, może być pewny, iż należy do synów przyszłego świata".